# مارك هيغينز
مارك هيغينز (بالإنجليزية: Mark Higgins)‏ (29 سبتمبر 1958 في المملكة المتحدة - ) هو لاعب كرة قدم بريطاني في مركز الدفاع. لعب مع ستوك سيتي ومانشستر يونايتد ونادي إيفرتون ونادي بوري.

## وصلات خارجية
- مارك هيغينز على موقع قاعدة بيانات كرة القدم.إي يو (الإنجليزية)